# 流苏贝母兰
流苏贝母兰（学名：Coelogyne fimbriata），为兰科贝母兰属下的一个植物种，屬香港稀有種。